# اسمی دی گراف
اسمی دی گراف (انگلیسی: Esmee de Graaf؛ زادهٔ ۲ اوت ۱۹۹۷) بازیکن فوتبال اهل پادشاهی هلند است.
وی همچنین در تیم‌های ملی فوتبال Netherlands women's national under-17 football team, Netherlands women's national under-19 football team، و زنان هلند بازی کرده‌است.